# Nižný Orlík
Nižný Orlík je obec na Slovensku v okrese Svidník. Leží v údolí řeky Ondava, asi 5 km severozápadně od okresního města. Jižním okrajem obce protéká řeka Ondava. První písemná zmínka o obci pochází z roku 1357. Žije zde 317 obyvatel.

## Symboly obce

### Znak a vlajka
V červeném štítě nad modrým vrškem jsou dva stříbrní orli ve zlaté zbroji. Levý orel je obrácen se spuštěnými křídly a pravý se zvednutými křídly. Je to mluvící znak podle otisku pečetidla z roku 1787.
Tento znak byl přijatý usnesením obecního zastupitelstva ze dne 7. června 1997, a je zapsaný v heraldickém rejstříku Slovenské republiky pod signaturou HR: N-55/1997.
Autorem znaku je Ladislav Nagy.
Vlajka obce sestává ze šesti podélných pruhů v barvách žluté, červené, bílé, červené, bílé a modré. Vlajka má poměr stran 2:3 a ukončená je třemi cípy, tj. dvěma zástřihy, sahajícími do třetiny jejího listu.

## Pamětihodnosti
- řeckokatolický chrám blahoslaveného Vasiľa Hopka
- vojenský hřbitov z 1. světové války[2]